# Іссі-ле-Муліно Східний
Іссі́-ле-Муліно́ За́хідний (фр. Issy-les-Moulineaux-Est) — кантон у Франції, в департаменті О-де-Сен регіону Іль-де-Франс.

## Склад кантону
Кантон включає в себе 1 муніципалітет:
| Муніципалітет   | Площа | Населення, осіб | Рік  |
| --------------- | ----- | --------------- | ---- |
| Іссі-ле-Муліно* | -     | 25 399          | 1999 |

* — лише східна частина міста Іссі-ле-Муліно
| Франція | Це незавершена стаття з географії Франції. Ви можете допомогти проєкту, виправивши або дописавши її. |